# Sachatamia albomaculata
A Sachatamia albomaculata a kétéltűek (Amphibia) osztályába, a békák (Anura) rendjébe, ezen belül az üvegbékafélék (Centrolenidae) családjának Sachatamia nemébe tartozó faj.

## Előfordulása
Kolumbiában, Costa Ricában, Ecuadorban, Hondurasban, Nicaraguában és Panamában él. Természetes élőhelye a szubtrópusi és trópusi nedves alföldi- és hegyi erdők valamint folyóvizek.